# سندرم تورت
سندروم تورِت یا نشانگان توره (به انگلیسی: Tourette's syndrome) (به اختصار: TS) یک اختلال عصبی رشدی شایع است که در دوران کودکی یا نوجوانی آغاز و با چند تیک حرکتی و حداقل یک تیک صوتی (آوایی) مشخص می‌شود. تیک‌های رایج شامل پلک زدن، سرفه، صاف کردن گلو، بوییدن آشکار، و حرکات صورت هستند. این تیک‌ها معمولاً حالت نیاز یا احساس ناخواسته در ماهیچه‌های تحت تأثیر، برای انجام تیک، ایجاد می‌کنند اما گاهی می‌توانند به‌طور موقت سرکوب شوند و در مکان، میزان و فرکانس تغییر کنند. سندرم تورت حالت شدیدتری از اختلالات تیک است. درحالی که نشانگان توره به صورت واضح مشاهده می‌شود، اختلال تیک اغلب توسط ناظران معمول مورد توجه قرار نمی‌گیرند.
سندرم تورت زمانی به عنوان یک سندرم نادر و عجیب و غریب در نظر گرفته می‌شد و عموماً با کوپرولالیا (گفتن کلمات ناپسند یا حرف‌های نامناسب و تابو) مرتبط بود؛ اما امروزه دیگر به عنوان یک سندرم نادر در نظر گرفته نمی‌شود و کوپرولالیا تنها بخش اندکی از اختلالات مرتبط با آن را تشکیل می‌دهد. تخمین‌های صورت گرفته، مبتلایان به سندرم توره را حدود ۱٪ از کودکان و نوجوانانِ دانش آموز اندازه‌گیری می‌کند. هیچ آزمایش خاصی برای تشخیص تورت وجود ندارد و همیشه به درستی شناسایی نمی‌شود یا ممکن است مبتلایان هرگز به دنبال مراقبت پزشکی نباشند، زیرا اکثر موارد خفیف هستند و شدت تیک‌ها در اکثر کودکان با گذر از دوران نوجوانی کاهش می‌یابد. سندرم تورت حاد در بزرگسالی، اگرچه در رسانه‌ها مورد توجه است، نادر بوده و تنها برای یک اقلیت کوچک، تیک‌های شدید و ناتوان کننده می‌توانند تا بزرگسالی نیز ادامه داشته باشد. تحقیقات نشان داده‌است سندرم توره بر هوش یا امید به زندگی تأثیر نمی‌گذارد.
هیچ درمانی برای این اختلال وجود ندارد و هیچ دارویی مؤثر واقع نمی‌شود. در بیشتر موارد، درمان دارویی برای تیک ضروری نیست و رفتاردرمانی، خط اول برای مدیریت آن به حساب می‌آید. آموزش بخش مهمی از هر طرح درمانی است و توضیح به تنهایی می‌تواند اطمینان کافی را برای عدم نیاز به درمان، در فرد مبتلا، ایجاد کند. بین افرادی که به کلینیک‌های مراقبت سلامت ارجاع داده می‌شوند، سایر بیماری‌ها، مانند اختلال کم‌توجهی - بیش‌فعالی (ADHD) و اختلال وسواس فکری-جبری (OCD)، در بیشتر مبتلایان به سندرم تورت دیده می‌شود. این چندابتلایی اغلب باعث ایجاد آسیب‌پذیری نسبت به تیک‌ها شده از این رو تشخیص صحیح و درمان آنها از اهمیت بالایی برخوردار است.
ژان مارتین شارکو، عصب‌شناس فرانسوی، سندرم تورت، را بر اساس نام کارورز خود، ژرژ ژیل د لا تورت، که در سال ۱۸۸۵ گزارشی از ۹ بیمار مبتلا به «اختلال تیک تشنجی» منتشر کرد، نامگذاری نمود. در حالی که علت دقیق آن ناشناخته است، اعتقاد بر این است که ترکیبی از عوامل ژنتیکی و محیطی در ایجاد آن نقش دارند. به نظر می‌رسد این مکانیسم شامل اختلال عملکرد در مدارهای عصبی بین عقده‌های قاعده‌ای و ساختارهای مرتبط در مغز است.

## طبقه‌بندی
بیشتر تحقیقات منتشر شده در مورد سندرم تورت در ایالات متحده صورت پذیرفته‌است. در تحقیقات بین‌المللی و عملکرد بالینی TS، راهنمای تشخیصی و آماری اختلالات روانی (DSM) بر طبقه‌بندی سازمان بهداشت جهانی (WHO) که در سال ۲۰۲۱ مورد انتقاد قرار گرفت، ترجیح داده می‌شود.
نسخه DSM-5 که در سال ۲۰۱۳ منتشر شد، سندرم تورت را به عنوان یک اختلال حرکتی (اختلال در سیستم عصبی که باعث حرکات غیرطبیعی و غیرارادی می‌شود) طبقه‌بندی می‌کند. این عارضه در رده ناهنجاری عصبی تکوینی فهرست شده‌است. سندرم توره در انتهای شدیدتر طیف اختلالات تیک قرار دارد و تشخیص آن مستلزم وجود چندین تیک حرکتی و حداقل یک تیک صوتی برای بیش از یک سال است. تیک‌ها حرکات ناگهانی، تکراری و غیرریتمیک هستند که گروه‌های عضلانی مجزا را درگیر می‌کنند، در حالی که تیک‌های صوتی (صدایی) شامل ماهیچه‌های حنجره، حلق، دهان، بینی یا تنفسی برای تولید صدا هستند. برخی شرایط پزشکی یا مصرف مواد مخدر نیز در کوتاه مدت سبب ایجاد تیک در فرد می‌گردد اما به عنوان اختلال تیک در نظر گرفته نمی‌شوند.
سایر شرایط در این طیف اختلال، شامل تیک‌های حرکتی یا صوتی پایدار (مزمن) که یک نوع تیک (حرکتی یا صوتی، نه هر دو) برای بیش از یک سال وجود دارد و اختلال تیک موقت، که تیک‌های حرکتی یا صوتی برای کمتر از یک سال وجود دارد، است. ویرایش پنجم DSM، آنچه را که اختلال تیک گذرا نامیده می‌شد، با اختلال تیک موقت جایگزین کرد و عنوان نمود مفهوم «گذرایی» تنها در حالت پس‌نگری قابل تعریف است. برخی از متخصصان بر این باورند که TS و اختلال تیک (مزمن) حرکتی و صوتی را باید یک وضعیت در نظر گرفت، زیرا تیک‌های صوتی نیز تیک‌های حرکتی هستند به این معنا که از انقباضات عضلانی مانند عضلات بینی یا تنفسی پدید می‌آیند.
سندرم تورت تنها اندکی متفاوت توسط WHO تعریف شده‌است؛ در ICD-11، طبقه‌بندی آماری بین‌المللی بیماری‌ها، سندرم تورت به عنوان یک بیماری سیستم عصبی و یک اختلال رشدی عصبی تعریف می‌شود و تنها یک تیک حرکتی برای تشخیص نیاز دارد. نسخه‌های قدیمی‌تر ICD این اختلال را «اختلال تیک صوتی ترکیبی و حرکتی چندگانه [دِ لا تورت]» می‌نامیدند.
مطالعات ژنتیکی نشان می‌دهد که اختلالات تیک طیفی را داراست که با تمایزات واضح در چارچوب تشخیصی فعلی شناسایی نمی‌شود. همان‌طور که در سیستم‌های طبقه‌بندی موجود توضیح داده شده، از سال ۲۰۰۸، تحقیقات مشخص نموده‌است که سندرم تورت یک شرایط واحد با مکانیسم متمایز نیست و باید برای تشخیص «TS خالص» از TS که با اختلال نقص توجه-بیش‌فعالی (ADHD)، اختلال وسواس فکری-جبری (OCD) یا سایر اختلالات همراه است (همچون طبقه‌بندی سایر بیماری‌ها برای مثال دیابت نوع ۱ و نوع ۲)، فنوتیپ‌هایی را شناسایی و بر اساس آن سندرم تورت را تقسیم‌بندی نمود. تقسیم‌بندی فنوتیپ‌های مختلف نیازمند درک کامل تر علل ژنتیکی و سایر علل اختلالات تیک است.

## مشخصات

### تیک
تیک‌ها حرکات یا صداهایی هستند که «به‌طور متناوب و غیرقابل پیش‌بینی، خارج از پس‌زمینهٔ فعالیت حرکتی طبیعی» با ظاهری شبیه به حرکات عادی بدن که در شرایط اشتباه انجام گرفته، رخ می‌دهند. تیک‌ها، وابسته به رشد یا پسروی سندرم تورت در تعداد، فرکانس، شدت، مکان و پیچیدگی تغییر می‌کنند؛ هر فرد الگوی منحصر به فردی از نوسانات در شدت و فرکانس را تجربه می‌کند. تیک‌ها می‌توانند به صورت دوره‌های تهاجمی (تحت برخی شرایط) نیز رخ دهند که در بین افراد نیز متفاوت است. تغییر در شدتِ تیک می‌تواند در طی چند ساعت، روز یا هفته رخ دهد. هنگامی که فردی درگیر استرس، خستگی، اضطراب و بیماری یا در حال انجام فعالیت‌های آرامش‌بخش مانند تماشای تلویزیون باشد، تیک‌ها ممکن است افزایش یابند. گاهی نیز مانند زمانی که یک فرد غرق در فعالیتی مانند نواختن یک آلت موسیقی است، کاهش تیک‌ها مشاهده می‌شود.
برخلاف حرکات غیرطبیعی مرتبط با سایر اختلالات حرکتی، تیک‌های تورت غیرریتمیک بوده و اغلب با یک میل ناخواسته پیش می‌آیند اما موقتاً قابل سرکوب هستند. با گذشت زمان، حدود ۹۰ درصد از افراد مبتلا به تورت، قبل از تیک، احساسی را مشابه میل به عطسه یا خاراندن خارش تجربه می‌کنند. هوس‌ها و احساساتی که قبل از بیان تیک ایجاد می‌شوند، به عنوان «پدیده‌های حسی پیش‌آگاهانه» یا «تمایلات پیش‌آگاهانه» شناخته می‌شوند. مردم میل به بیان تیک را به عنوان تجمع تنش، فشار یا انرژی توصیف می‌کنند که در نهایت، آگاهانه برای تسکین این احساس و برگرداند همه چیز به روال طبیعی (گویی که «باید این کار را انجام دهند») به انجام آن می‌پردازند. این میل می‌تواند باعث ایجاد یک احساس ناراحت‌کننده در بخشی از بدن شود که با تیک ناشی از آن مرتبط و تیک پاسخی است که احساس فشار در محل آناتومیکی تیک را تسکین می‌دهد. نمونه‌هایی از این میل عبارتند از: احساس داشتن چیزی در گلو، که منجر به پاک کردن گلو می‌شود، یا ناراحتی موضعی در شانه‌ها که منجر به بالا انداختن آن‌ها می‌شود. تیک واقعی می‌تواند به عنوان تسکین این تنش، شبیه به خاراندن خارش یا پلک زدن برای تسکین احساس ناراحت‌کننده در چشم، عمل کند. برخی از افراد مبتلا به تورت ممکن است از تمایل اولیه مرتبط با تیک آگاه نباشند و معمولاً کودکان نسبت به بزرگسالان کمتر از آن مطلع هستند. شناخت کودکان نسبت به تیک‌ها هنگام بلوغ افزایش می‌یابد و تا سن ده سالگی، اکثر کودکان تمایل اولیه در انجام تیک را تشخیص می‌دهند.
تمایلات پیش‌آگاهانه که قبل از تیک وجود دارد، سرکوب تیک قریب‌الوقوع را ممکن می‌سازند. به دلیل وجود تمایلات اولیه، تیک‌ها به‌جای غیرارادی به‌عنوان نیمه‌ارادی یا «اراده ناپذیر» توصیف می‌شوند. این تمایلات ممکن است به عنوان یک پاسخ داوطلبانه و قابل سرکوب به یک میل ناخواسته در نظر گرفته شوند. توانایی سرکوب تیک‌ها در افراد متفاوت بوده و معمولاً در بزرگسالان بیشتر از کودکان است. افراد مبتلا به تیک‌ها گاهی می‌توانند تیک‌ها را برای مدت زمان محدودی سرکوب کنند، اما انجام این کار اغلب منجر به تنش یا خستگی ذهنی می‌شود. افراد مبتلا به تورت به دلیل مسائل اجتماعی ممکن است به دنبال یک نقطه خلوت برای رهایی از میل سرکوب شده باشند، یا پس از یک دوره سرکوب در مدرسه یا محل کار، افزایش قابل توجهی در تیک‌ها را تجربه کنند. در برخی موارد کودکان نیز تیک‌ها خود را در حالی که در مطب پزشک هستند سرکوب می‌کنند، بنابراین نیاز است پزشکان در زمانی که کودکان از تماشای آنها آگاه نیستند، وجود تیک را بررسی و ارزیابی کنند.
تیک‌های پیچیده مرتبط با گفتار شامل کوپرولالیا، اکولالیا و پالیلالیا هستند. کوپرولالیا بیان خود به خودی کلمات یا عبارات ناپسند یا تابو است. اگرچه این اختلال شایع‌ترین علامت تورت به‌شمار می‌رود، تنها حدود ۱۰ درصد از افراد مبتلا به تورت آن را نشان می‌دهند و برای تشخیص ضروری نیست. اکولالیا (تکرار سخنان دیگران) و پالیلالیا (تکرار سخنان خود) در اقلیت موارد رخ می‌دهند. تیک‌های حرکتی پیچیده نیز شامل کوپروپراکسی (حرکات زشت یا لمس نامناسب)، اکوپراکسی (تکرار یا تقلید از اعمال شخص دیگر) و پالیپراکسی (تکرار حرکات خود) هستند.

### شروع و پیشرفت
هیچ مورد یکسانی از سندرم تورت وجود ندارد، اما سن شروع و شدت علائم، از یک قاعده تقریباً یکسان پیروی می‌کند. اگرچه ممکن است شروع آن هر سنی قبل از هجده سالگی رخ دهد، سن معمول شروع تیک‌ها از پنج تا هفت سالگی و معمولاً قبل از نوجوانی است. یک مطالعه در سال ۱۹۹۸ از مرکز مطالعات کودک ییل نشان داد که شدت تیک با بالا رفتن سن افزایش می‌یابد تا زمانی که بین سنین هشت تا دوازده سالگی به بالاترین حد خود برسد. شدت تیک‌ها در نصف تا دو سوم از کودکان با گذراندن دوران نوجوانی، کاهش چشمگیری می‌یابد و در ادامه نیز به‌طور پیوسته کم‌تر می‌شود.
در افراد مبتلا به TS، اولین تیک‌هایی که ظاهر می‌شوند معمولاً روی سر، صورت و شانه‌ها تأثیر می‌گذارند و شامل پلک زدن، حرکات صورت، بوییدن آشکار و پاک کردن گلو هستند. تیک‌های صوتی اغلب ماه‌ها یا سال‌ها پس از تیک‌های حرکتی بروز می‌کنند، اما در مواردی می‌توانند از ابتدا وجود داشته باشند. در میان افرادی که تیک‌های شدیدتری را تجربه می‌کنند، تیک‌های پیچیده از جمله «صاف کردن بازو، لمس کردن، ضربه زدن، پریدن، پریدن و چرخیدن» ممکن است ایجاد شود. در اختلالات متضاد (مثلاً اختلالات طیف اوتیسم) حرکات مختلفی مانند خودتحریکی وجود دارد.
شدت علائم در بین افراد مبتلا به نشانگان توره بسیار متفاوت بوده و بسیاری از موارد ممکن است شناسایی نشده باشند. اکثر موارد خفیف و تقریباً غیرقابل توجه هستند و بسیاری از افراد مبتلا به TS متوجه نمی‌شوند که تیک دارند. از آنجایی که تیک‌ها بیشتر به صورت خاص بروز می‌کنند، سندرم تورت ممکن است ناشناخته بماند و اطرافیان، به صورت اتفاقی متوجه آن شوند. اکثر مطالعات در مورد TS در مردان صورت گرفته که موارد ابتلای بیشتری نسبت به زنان دارند به همین علت تفاوت‌های جنسیتی به خوبی مورد مطالعه قرار نگرفته‌است. یک بررسی در سال ۲۰۲۱ نشان داد که ویژگی‌ها و پیشرفت این سندرم در زنان، به ویژه در بزرگسالی، ممکن است نسبت به مردان  متفاوت باشد؛ اما همچنان به مطالعات دقیق تری برای اثبات این مسئله نیاز است.
بیشتر بزرگسالانِ مبتلا به سندرم تورت علائم خفیفی دارند و به دنبال مراقبت پزشکی نیستند. در حالی که تیک‌ها در اکثریت افراد پس از نوجوانی فروکش می‌کند، برخی از شدیدترین و ناتوان کننده‌ترین اشکال اختلال تیک در بزرگسالان مشاهده می‌شود. در برخی موارد، آنچه که به نظر می‌رسد تیک‌های شروع بزرگسالی هستند، همان تیک‌های دوران کودکی بوده که دوباره ظاهر شده‌اند.

### چندابتلایی

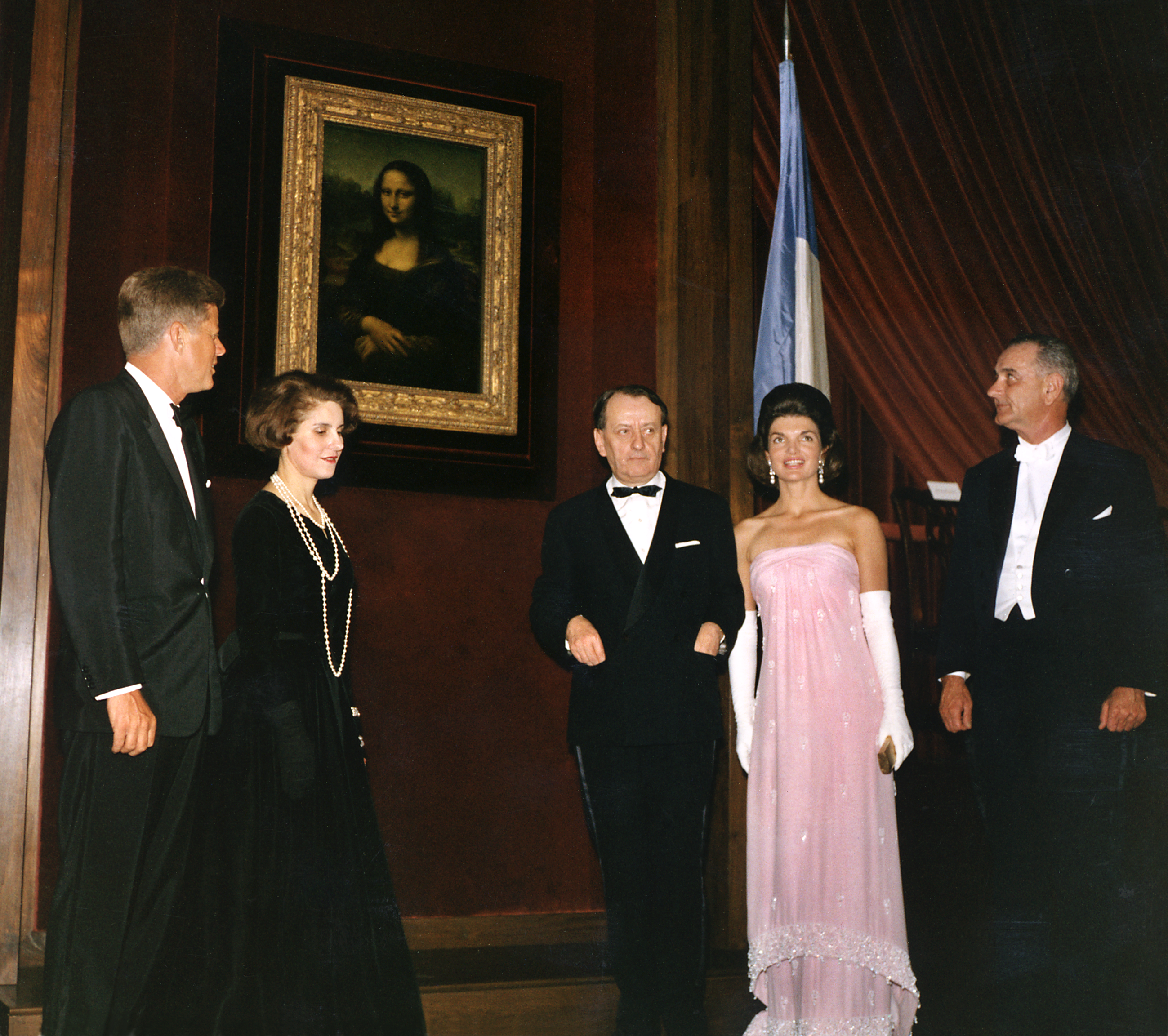
آندره مالرو (در مرکز تصویر) وزیر فرهنگ، نویسنده و ماجراجوی فرانسوی، احتمالاً به سندرم توره مبتلا بوده‌است.

از آنجایی که بعید است افراد با علائم خفیف تر به کلینیک‌های تخصصی ارجاع داده شوند، مطالعات مربوط به تورت دارای سوگیری ذاتی نسبت به موارد شدیدتر است. هنگامی که علائم به اندازه کافی شدید است که ارجاع به کلینیک را ضروری می‌کند، ADHD و OCD نیز اغلب در فرد مشاهده می‌شوند. در کلینیک‌های تخصصی، ۳۰ درصد از مبتلایان به TS، دارای اختلالات خلقی یا اضطرابی یا رفتارهای مخرب هستند. در غیاب ADHD، اختلالات تیک به نظر نمی‌رسد با رفتار مخرب یا اختلال عملکردی همراه باشد، در حالی که همزمانی اختلالات می‌تواند در مدرسه، خانواده یا روابط همسالان نتایج آسیب زننده ای پدیدآورد. هنگامی که ADHD همراه با تیک‌ها وجود دارد، احتمال وقوع اختلال سلوک و اختلال نافرمانی مقابله‌جویانه افزایش می‌یابد. رفتارهای پرخاشگرانه و طغیان خشم در افراد مبتلا به TS به خوبی درک نشده‌است؛ این رفتارها با تیک‌های شدیدتر همراه نبوده اما با وجودِ اختلال بیش‌فعالی کمبود توجه مرتبط هستند. ADHD همچنین ممکن است ایجادکننده میزان بالاتری از اضطراب باشد و پرخاشگری و مشکلات کنترل خشم زمانی که OCD و ADHD هر دو همزمان با تورت رخ می‌دهند، محتمل‌تر است.
اجبارهایی که شبیه تیک هستند در برخی از افراد مبتلا به اختلال وسواسی-جبری وجود دارد. فرض بر این است که «OCD همراه با تیک» زیرگروهی از OCD بوده که با نوع و ماهیت وسواس‌های اجباریِ مرتبط با تیک، در مقایسه با اجبارهای معمولی بدون تیکِ این بیماری که مربوط به آلودگی است، متمایز می‌شود. OCD همراه با تیک، با اجبارهای «شمارش خاص، افکار پرخاشگرانه و تقارن» بیشتر ظاهر می‌شود، اما اجبارهای بدون تیک معمولاً به وسواس فکری و اضطراب مربوط است. افراد مبتلا به OCD همراه با تیک، به احتمال زیاد درگیر پاسخ به یک تمایل هستند که همانند وسواس‌هایشان ماهیتی پیش‌آگاهانه، اجباری و نیمه‌ارادی دارد. در بزرگسالان مبتلا به TS که OCD نیز دارند، احتمال بروز اضطراب و افسردگی افزایش می‌یابد.
در میان افراد مبتلا به سندرم تورت که در کلینیک‌ها مورد مطالعه قرار گرفتند، بین ۲٫۹٪ تا ۲۰٪ اختلالات طیف اوتیسم داشتند، اما مطالعه دیگری نشان می‌دهد که ارتباط بالای اوتیسم و TS ممکن است تا حدی به دلیل مشکلات تمایز بین تیک‌های عصبی و رفتارهای تیک مانند که در افراد مبتلا به اوتیسم دیده می‌شود یا OCD باشد. همه افراد مبتلا به تورت، ADHD ,OCD یا سایر بیماری‌های همراه را ندارند و تخمین میزان TS خالص از ۱۵٪ تا ۵۷٪ متغیر است؛ در جمعیت‌های بالینی (افراد بیماری که مورد بررسی آماری قرار می‌گیرند)، درصد بالایی از کسانی که تحت مراقبت هستند از اختلال بیش‌فعالی کمبود توجه نیز رنج می‌برند. کودکان و نوجوانان مبتلا به TS خالص از نظر معیار رفتارهای پرخاشگرانه یا اختلالات رفتاری یا معیارهای سازگاری اجتماعی تفاوت قابل‌توجهی با همسالان بدون TS خود ندارند. به‌طور مشابه، بزرگسالان مبتلا به TS خالص به نظر نمی‌رسد مشکلات اجتماعی موجود در افراد مبتلا به TS همراه با ADHD را داشته باشند.
در میان افرادی که سن شروع علائمِ تیک بالاتر است، سوءمصرف مواد و اختلالات خلقی بیشتر دیده می‌شود و ممکن است تیک‌هایی در قالب خودزنی نیز وجود داشته باشند. بزرگسالانی که دارای تیک‌های شدید و اغلب مقاوم به درمان هستند، با احتمال بیشتری به اختلالات خلقی و OCD نیز مبتلا می‌شوند. احتمال ابتلا به کوپرولالیا و چندین بیماری همراه در افراد مبتلا به تیک‌های شدید بیشتر است.

### عملکرد عصب روانشناختی
هیچ اختلال عمده‌ای در عملکرد عصبی-روانی افراد مبتلا به تورت وجود ندارد، اما اختلالات روانی که همراه با تیک‌ها رخ می‌دهد می‌تواند باعث تغییر در این عملکرد شود. درک بهتر اختلال‌های همراه، برای از بین بردن هر گونه تفاوت عصب روانشناختی بین افراد مبتلا به نشانگان توره خالص و آنهایی که چندابتلایی دارند، بسیار اهمیت دارد.
در افراد مبتلا به سندرم تورت خالص، تنها اختلالات جزئی در بهره هوشی، توانایی توجه و حافظه غیرکلامی دیده می‌شود و وجود ADHD در فرد، سایر اختلالات شدید همراه با تیک را توجیه می‌کند. برخلاف یافته‌های قبلی که عنوان می‌نمود یکپارچگی حرکتی-بینایی و مهارت‌های دیداری-فضایی دچار اختلال نمی‌شوند، پژوهش‌های جدید نشان می‌دهد شرایط همراه می‌تواند تأثیری بر مهارت‌های حرکتی، هر چند اندک، داشته باشند. چندابتلایی و شدت تیک‌ها ممکن است طیف اختلالات متغیری را در توانایی روانی-کلامی فرد، ایجاد و امکان برقراری ارتباط با دیگران را مختل کند. TS همچنین می‌تواند در شناخت اجتماعی، اما نه در توانایی برنامه‌ریزی یا تصمیم‌گیری، نیز آسیب جزئی به وجود آورد. کودکان مبتلا به سندرم تورت تنها نقص‌ها و مشکلات شناختی از خود بروز نمی‌دهند بلکه نسبت به سن خود در تست‌های زمان‌بندی‌شده هماهنگی حرکتی سریع‌تر از حد متوسط عمل می‌کنند؛ اعتقاد بر این است که سرکوب مداوم تیک‌ها، باعث افزایش کنترل بازدارنده در جابه‌جایی حرکتی و انجام فعالیت‌های عضلانی می‌شود.
ناتوانی‌های یادگیری نیز در مواردی دیده می‌شود اما در نظر گرفتن تیک‌ها یا بیماری‌های همراه به عنوان مسبب آن، همچنان بحث‌برانگیز است. مطالعات قدیمی‌تر که نرخ‌های بالاتر ناتوانی یادگیری را گزارش کردند، وجود چند ابتلایی همراه را به خوبی بررسی ننمودند. اغلب، اختلال دیکته‌نویسی و ناتوانی در بیان نوشتاری و ریاضی در افرادی دارای سندرم تورت با اختلالات همراه، گزارش شده‌است.

## علل بیماری
علت دقیق سندرم تورت ناشناخته است، اما عوامل ژنتیکی و عوامل محیطی، هر دو در ایجاد این سندرم دخیل هستند. مطالعات اپیدمیولوژی ژنتیکی نشان داده‌است، هر چند نحوه وراثت آن دقیق مشخص نیست، اما TS در بسیاری از موارد ارثی بوده و ۱۰ تا ۱۰۰ برابر بیشتر از جمعیت عمومی در میان اعضای نزدیک یک خانواده یافت می‌شود. تا به حال هیچ ژن واحدی برای این اختلال شناسایی نشده‌است و احتمال می‌رود صدها ژن در این فرایند درگیر باشند. مطالعات هم‌خوانی سراسر ژنوم در سال‌های ۲۰۱۳ و ۲۰۱۵ منتشر شد که در آن هیچ یافتهٔ پراهمیتی در رابطه با ژن‌های درگیر به دست نیامد؛ یک متاآنالیز در سال ۲۰۱۹ تنها یک جایگاه مهم در کلِ ژنوم یافت نمود که در کروموزوم ۱۳ قرار دارد، اما این نتیجه در نمونه‌های وسیع‌تری یافت نشد. مطالعات در دوقلوها نشان می‌دهد که ۵۰ تا ۷۷ درصد از دوقلوهای همسان در وجود TS مشترک هستند، در حالی که تنها در ۱۰ تا ۲۳ درصد از دوقلوهای برادرناهمسان چنین تشخیصی وجود دارد. با این حال همه افرادی که این آسیب‌پذیری ژنتیکی را به ارث می‌برند، علائم اختلال را نشان نمی‌دهند. چند جهش ژنتیکی نادر و بسیار نافذ (ژن‌های SLITRK1، HDC و CNTNAP2) نیز یافت شده‌است که تنها تعداد کمی از موارد ابتلا، آن هم در یک خانواده را توضیح می‌دهد.
عوامل روانی اجتماعی یا سایر عوامل غیر ژنتیکی، هر چند باعث ایجاد سندرم تورت نمی‌شوند، می‌توانند بر شدت و بر بیان ژن‌های ارثی آن، در افراد آسیب‌پذیر تأثیر بگذارند. همچنین رویدادهای پیش از تولد و حین زایمان خطر بروز اختلال تیک یا OCD همراه را در افراد دارای آسیب‌پذیری ژنتیکی افزایش می‌دهند. این موارد شامل سن پدر، فورسپس زایمانی، استرس یا حالت تهوع شدید در دوران بارداری و استفاده از تنباکو، کافئین، الکل، و شاهدانه در دوران بارداری است. نوزادانی که نارس و با وزن کم متولد می‌شوند یا دارای نمره آپگار پایین هستند نیز در معرض خطر بیشتری قرار دارند. در دوقلوهای نارس نیز، دوقلوهایی با وزن کمتر با احتمال بیشتری به TS مبتلا می‌شوند.
فرآیندهای خودایمنی ممکن است بر شروع تیک‌ها تأثیر بگذارد یا آنها را تشدید کند. فرض بر این است که هر دو اختلال OCD و تیک در مجموعه‌ای از کودکان در نتیجه یک فرایند خودایمنی پس از آلودگی با استرپتوکوک ایجاد می‌شوند. اثر بالقوه آن توسط فرضیه بحث‌برانگیزی به نام پانداس (اختلالات عصبی خودایمنی کودکان مرتبط با عفونت‌های استرپتوکوکی) توصیف می‌شود که پنج معیار برای تشخیص در کودکان پیشنهاد می‌کند. پانداس و فرضیه‌ها جدیدترِ سندرم عصبی با شروع حاد کودکان (PANS) موضوعات اصلی تحقیقات بالینی و آزمایشگاهی هستند، اما همچنان به اثبات نرسیده‌اند. همچنین یک فرضیه گسترده‌تر نیز وجود دارد که ناهنجاری‌های سیستم ایمنی و اختلال در تنظیم ایمنی را با TS مرتبط می‌داند.
برخی از اشکال وسواس فکری جبری می‌تواند از نظر ژنتیکی با نشانگان توره ارتباط داشته باشد؛ هرچند، عوامل ژنتیکیِ OCD همراه با تیک با نوع بودن تیک آن ممکن است متفاوت باشند. رابطه ژنتیکی ADHD و اوتیسم نیز با سندرم تورت همچنان به‌طور کامل ثابت نشده‌است.

## سازوکار

عقده‌های قاعده‌ای و تالاموس در سندرم تورت نقش دارند.

مکانیسم دقیق آسیب‌پذیری ارثی که بر ابتلا به سندرم تورت تأثیر می‌گذارد، به خوبی درک نشده‌است. محققان بر این باور اند که وقوع تیک‌ها، ناشی از اختلال عملکرد در نواحی قشری و زیر قشری مغز مانند تالاموس، عقده‌های قاعده‌ای و لوب پیشانی است. مدل‌های نوروآناتومی نقص در مدارهای اتصال قشر مغز و زیر قشر مغز را نشان می‌دهند؛ همچنین تکنیک‌های تصویربرداری، قشر پیشانی و عقده‌های قاعده‌ای را در وقوع سندرم دخیل می‌دانند. در دهه ۲۰۱۰، تصویربرداری عصبی و مطالعات مغزی پس از مرگ و همچنین مطالعات حیوانی و ژنتیکی، امکان درک بهتر سازوکارهای عصبی زیستی منجر به نشانگان توره را فراهم نموده‌اند. این مطالعات از فرضیه تاثیر عقده‌های قاعده‌ای پشتیبانی می‌کنند، که در آن نورون‌های موجود در جسم مخطط فعال می‌شوند و خروجی‌های عصبی عقده‌های قاعده‌ای را مهار می‌کنند.
مدارهای قشر مغز-اِستِریا-تالاموس-قشر مغز (CSTC) یا مسیرهای عصبی کورتکسی، ورودی‌هایی را از قشر مغز به عقده‌های قاعده‌ای نشان می‌دهند. این مدارها سبب اتصال این بخش‌ها با سایر نواحی مغز می‌شود تا اطلاعاتی را که برنامه‌ریزی و کنترل حرکات، رفتار، تصمیم‌گیری و یادگیری را تنظیم می‌کنند، انتقال دهند. رفتار توسط اتصالات متقابل تنظیم می‌شود که اجازه یکپارچه سازی اطلاعات از این مدارها را فراهم می‌کند. حرکات غیرارادی ممکن است ناشی از اختلالات در مدارهای CSTC از جمله مسیرهای حسی-حرکتی، لیمبیک، زبان و تصمیم‌گیری باشد. ناهنجاری‌ها در این مدارها می‌تواند تیک‌ها و تمایلات پیش‌آگاهانه را نیز ایجاد کند.
شواهدی وجود دارد که گاهی هسته دم‌دار در افراد مبتلا به تیک در مقایسه با افراد بدون تیک، کوچکتر است؛ این مسئله به گونه‌ای از فرضیه آسیب‌شناسی در مدارهای CSTC در سندرم تورت حمایت می‌کند. توانایی سرکوب تیک‌ها به مدارهای مغزی بستگی دارد که مهار پاسخ و کنترل شناختی-رفتار-حرکتی را تنظیم می‌کنند. کودکان مبتلا به TS دارای قشر پیش‌پیشانی بزرگتری هستند که ممکن است نتیجه سازگاری برای کمک به تنظیم تیک باشد. این احتمال وجود دارد که تیک‌ها با افزایش سن و افزایش ظرفیت قشر پیشانی کاهش می‌یابند. مدارهای عقده‌ای-قشری-قاعده‌ای (CBG) نیز در مواردی دچار اختلال می‌شوند که به ویژگی‌های «حسی، لیمبیکی و اجرایی» کمک می‌کند. انتشار دوپامین در عقده‌های قاعده‌ای در افراد مبتلا به نشانگان توره بیشتر است، که دلالت بر تغییرات بیوشیمیایی ناشی از «انتقالات دوپامینرژیک بیش فعال و نامنظم» دارد.
هیستامین و گیرنده H3 نیز می‌توانند در تغییرات مدار عصبی نقش داشته باشند. کاهش سطح هیستامین در گیرنده H3 منجر به افزایش سایر انتقال دهنده‌های عصبی می‌شود که تیک را ایجاد می‌کند. مطالعات پس از مرگ نیز «اختلال در فرآیندهای التهابی عصبی» را در ایجاد سندرم دخیل دانسته‌اند.

## تشخیص
بر اساس راهنمای تشخیصی و آماری اختلالات روانی (DSM-5)، تورت ممکن است زمانی تشخیص داده شود که فردی تیک‌های حرکتی متعدد و یک یا چند تیک صوتی را در طول یک سال نشان دهد و لازم نیست تیک‌های حرکتی و صوتی همزمان باشند. شروع باید قبل از سن ۱۸ سالگی رخ داده باشد و نتوان اثرات آن را به شرایط یا ماده دیگری (مانند کوکائین) نسبت داد. از این رو، سایر شرایط پزشکی که شامل تیک یا حرکات تیک مانند هستند، برای مثال اوتیسم یا سایر علل تیک، باید رد شوند.
بیمارانی که برای اختلال تیک به پزشک ارجاع داده می‌شوند بر اساس سابقه خانوادگی تیک، آسیب‌پذیری به ADHD، علائم وسواس فکری-جبری و تعدادی دیگر از بیماری‌های مزمن پزشکی، روان‌پزشکی و عصبی مورد ارزیابی قرار می‌گیرند. در افراد با شروع معمول و سابقه خانوادگی تیک یا OCD، یک معاینه فیزیکی و عصبی اولیه ممکن است کافی باشد. هیچ آزمایش پزشکی یا غربالگری خاصی وجود ندارد که بتوان از آن برای تشخیص سندرم تورت استفاده کرد؛ تشخیص معمولاً بر اساس مشاهده علائم فرد و سابقه خانوادگی، و پس از رد علل ثانویهِ اختلالات تیک، انجام می‌شود.
تأخیر در تشخیص اغلب به این دلیل اتفاق می‌افتد که متخصصان به اشتباه بر این باورند که TS بسیار نادر است و همیشه همراه با کوپرولالیا رخ می‌دهد، یا باید به‌شدت آسیب زننده باشد. DSM از سال ۲۰۰۰ عنوان کرده‌است که بسیاری از افراد مبتلا به تورت، اختلال قابل توجهی ندارند و تشخیص نیازی به وجود کوپرولالیا یا یک بیماری همراه مانند ADHD یا OCD ندارد. نشانگان توره ممکن است به دلیل طیف گستره شدت، از خفیف (در اکثر موارد) یا متوسط، تا شدید (موارد نادر اما به‌طور گسترده‌تر شناخته‌شده و عمومی‌تر) اشتباه تشخیص داده شود. حدود ۲۰ درصد از افراد مبتلا به سندرم تورت متوجه نمی‌شوند که تیک دارند.
تیک‌هایی که در اوایل دوره TS بروز می‌کنند اغلب با آلرژی، آسم، مشکلات بینایی و سایر شرایط اشتباه گرفته می‌شوند. متخصصان اطفال، آلرژی‌ها و چشم پزشکان معمولاً جزو اولین کسانی هستند که تیک‌ها موجود در کودک را می‌بینند یا تشخیص می‌دهند، اگرچه اکثر تیک‌ها ابتدا توسط والدین کودک شناسایی می‌گردد. سرفه، پلک زدن و تیک‌هایی که بیماری‌های نامرتبط مانند آسم را تقلید می‌کنند، معمولاً اشتباه تشخیص داده می‌شوند. برای مثال در انگلستان، به‌طور متوسط سه سال تأخیر بین شروع علائم و تشخیص وجود دارد.

### تشخیص افتراقی
- مقیاس جهانی شدت تیک ییل (YGTSS)، در دستورالعمل‌های بین‌المللی برای ارزیابی «تکرار، شدت، پیچیدگی، توزیع، تداخل و اختلال» تیک‌ها یا موارد ناشی از آن توصیه شده‌است.
- برداشت جهانی بالینی سندرم تورِت (TS–CGI) و مقیاس شدت TS شاپیرو (STSS)، برای ارزیابی مختصر تیک‌ها نسبت به YGTSS
- مقیاس اختلال تورِت (TODS)، برای ارزیابی تیک‌ها و بیماری‌های همراه
- موارد هشداردهنده مقیاس تیک‌ها (PUTS)، برای افراد بالای ده سال
- تیک حرکتی، وسواسی و اجباری، بررسی و ارزیابی تیک صوتی (MOVES)، برای ارزیابی تیک‌های پیچیده و سایر رفتارها
- اتیسم-تیک AD/HD، و سایر موارد همراه (A–TAC)، برای غربالگری سایر شرایط

تیک‌هایی که ممکن است به نظر شبیه تیک‌های سندرم تورت باشند، اما به اختلالاتی غیر از TS مرتبط هستند، به عنوان تورتیسم شناخته می‌شوند. این تیک‌ها در تشخیص افتراقی برای سندرم تورت مورد بررسی قرار می‌گیرند. حرکات غیرطبیعی مرتبط با رقصاک، دیستونی، میوکلونوس و دیسکینزی از تیک‌های نشانگان توره متمایز هستند، زیرا ریتمیک تر بوده، سرکوب نمی‌شوند، و پیش از آن یک میل آگاهانه ایجاد نمی‌کنند. اختلالات طیف رشد و اوتیسم ممکن است تیک، سایر حرکات و اختلالات حرکتی معمول را نشان دهند. حرکات کلیشه‌ای مرتبط با اوتیسم معمولاً سن شروع زودتری دارند و بیشتر متقارن، ریتمیک و دوطرفه هستند که اندام‌های مختلف را درگیر می‌کنند (مثلاً تکان دادن دست‌ها).
اگر شرایط دیگری بتواند تیک‌ها را بهتر توضیح دهد، ممکن است آزمایشاتی انجام شود. برای مثال، اگر سردرگمی تشخیصی بین تیک و حمله صرع وجود داشته باشد، ممکن است EEG مورد استفاده قرار بگیرد. MRI می‌تواند ناهنجاری‌های مغزی را رد کند، اما مطالعات تصویربرداری عصبی معمولاً استفاده نمی‌شوند. اندازه‌گیری سطح هورمون محرک تیروئیدی در خون می‌تواند کم‌کاری تیروئید را که یکی از دلایل تیک است، رد کند. اگر سابقه خانوادگی بیماری‌های کبدی نیز وجود داشته باشد، سطح مس و سرولوپلاسمین پلاسما می‌تواند احتمال وجود بیماری ویلسون را بررسی کند. سن معمول شروع TS قبل از نوجوانی است. در نوجوانان و بزرگسالان با شروع ناگهانی تیک‌ها و سایر علائم رفتاری، ممکن است غربالگری دارویی ادرار برای وجود محرک‌ها درخواست شود.
نمونه‌های فزاینده‌ای از رفتارهای تیک مانند در میان نوجوانان (عمدتاً دختران نوجوان) در چندین کشور در طول همه‌گیری کووید-۱۹ گزارش شده‌است. محققان وقوع آن را به دنبال کردن برخی از هنرمندان تیک‌تاک یا یوتیوب مرتبط می‌دانند. این تیک‌ها در سال ۲۰۰۶ در طبقه‌بندی بیماری‌های روان‌زا توصیف شد؛ این رفتارها حرکاتی با شروع ناگهانی شبیه به تیک بوده که به عنوان یک اختلال حرکتی-عملکردی یا حرکات تیک‌مانند عملکردی نامیده می‌شوند. تیک‌هایی که علت ارگانیسمی (و نه روانی) دارند. این رفتارها ممکن است به تنهایی رخ دهند یا در افراد مبتلا به اختلالات تیک وجود داشته باشند. حرکات تیک‌مانند عملکردی از چند جهت با تیک‌های کلاسیک TS ناسازگار هستند:
- میل پیش‌آگاهانه (که در ۹۰ درصد افراد مبتلا به اختلالات تیک وجود دارد[۱۰۰]) در حرکات تیک‌مانند عملکردی وجود ندارد و سرکوبی که در اختلالات تیک قابل انجام است در این نوع تیک‌ها دیده نمی‌شود؛[۹۹][۱۰۱][۱۰۲]
- هیچ سابقه خانوادگی یا کودکی تیک وجود ندارد و غالبیت ابتلایی زنانه در تیک‌های عملکردی دیده می‌شود؛[۹۲]
- دیرتر از حد معمولِ سندرم تورت برای اولین بار بروز می‌کند و شروع ناگهانی‌تر و حرکاتی قابل تلقین دارد؛[۱۰۱][۱۰۰]
- OCD یا ADHD همراه کمتر و اختلالات همزمان بیشتر وجود دارد؛[۱۰۱]
- تیک‌های عملکردی «کاملاً کلیشه‌ای و معمول نیستند، به داروها پاسخ نمی‌دهند و الگوی کلاسیک کاهش تیک‌ها را نشان نمی‌دهند؛[۱۰۲]
- به روش معمول نشانگان توره، که در آن تیک‌ها اغلب ابتدا در صورت و به تدریج در اندام‌های دیگر دیده می‌شود، پیشرفت نمی‌کنند.[۹۹][۱۰۱]

سایر شرایطی که ممکن است علائم تیک مانند را بروز دهند شامل رقصاک سیدنهام، دیستونی ایدیوپاتیک و شرایط ژنتیکی مانند بیماری هانتینگتون، نوروآکانتوسیتوز، تخریب عصبی مرتبط با پانتوتنات کیناز، دیستروفی ماهیچه‌ای دوشن، بیماری ویلسون، و توبروز اسکلروزیس هستند. سایر احتمالات نیز شامل اختلالات کروموزومی، مانند سندرم داون، سندرم کلاین‌فلتر، سندرم جاکوب و سندرم X شکننده، و علل اکتسابی مانند تیک‌های ناشی از دارو، ضربه به سر، آنسفالیت، سکته مغزی و مسمومیت با مونوکسید کربن می‌شود. رفتارهای شدید خودآزاری مانند سندرم لش-نیهان نیز در مواردی ممکن است با سندرم تورت اشتباه گرفته شود، اما خودآسیبی در TS حتی در موارد تیک‌های خشن نیز نادر است. بسیاری از این بیماری‌ها نادرتر از اختلالات تیک هستند و یک شرح حال و معاینه کامل می‌تواند برای رد آنها بدون آزمایش‌های پزشکی یا غربالگری کافی باشد.

### غربالگری چندابتلایی
اگر چه همه مبتلایان به تورت شرایط همراه ندارند، اما اکثر افرادی که برای مراقبت‌های بالینی مراجعه می‌کنند، علائم بیماری‌های همراه را نشان می‌دهند. ADHD و OCD شایع‌ترینِ این بیماری‌ها هستند، اما اختلالات طیف اوتیسم یا اختلالات اضطرابی، خلقی، شخصیتی، اختلال نافرمانی مقابله‌جویانه و اختلال سلوک نیز ممکن است وجود داشته باشد. اختلال یادگیری و اختلال خواب نیز در مواردی دیده شده‌اند؛ همچنین میزان بالاتری از مشکلات خواب و میگرن نسبت به جمعیت عمومی در افراد مبتلا به تورت گزارش شده‌است. ارزیابی کامل برای چندابتلایی زمانی انجام می‌شود که علائم و بروز اختلال به اندازه کافی باشد، و ارزیابی دقیق افراد مبتلا به TS شامل غربالگری جامع برای این شرایط می‌شود.
بیماری‌های همراه مانند OCD و ADHD می‌توانند نسبت به تیک‌ها مخرب‌تر باشند و تأثیر بیشتری بر عملکرد کلی فرد به وجود آوردند. رفتارهای مخرب، اختلال در عملکرد، یا اختلال شناختی در افراد مبتلا به تورتِ همراه با ADHD معمولاً در اثر ADHD ایجاد می‌شود که اهمیت شناسایی شرایط همراه را برجسته می‌کند. کودکان و نوجوانان مبتلا به TS که از مشکلات یادگیری رنج می‌برند، معمولاً کاندیدای آزمایش‌های روانی-آموزشی هستند، به ویژه اگر کودک دارای ADHD نیز باشد.

## مدیریت
تا به امروز هیچ درمانی برای سندرم تورت وجود ندارد، هیچ دارویی مفید نیست و به‌طور مؤثر همه علائم را برطرف نمی‌کند. اکثر داروهای تجویز شده برای تیک‌ها برای استفاده تأیید نشده‌اند و هیچ دارویی بدون خطر و عوارض جانبی قابل توجه وجود ندارد. درمان بر شناسایی آزاردهنده‌ترین یا مختل کننده‌ترین علائم و کمک به فرد برای مدیریت آنها متمرکز است. از آنجایی که بیماری‌های همراه اغلب منبع آسیب بزرگ‌تری نسبت به تیک‌ها هستند، در اولویت درمانی قرار دارند. مدیریت تورت برای هر فرد متفاوت بوده و شامل تصمیم‌گیری مشترکِ پزشکی، بیمار، خانواده و مراقبان است. دستورالعمل‌های تمرینی برای درمان تیک توسط آکادمی نورولوژی آمریکا در سال ۲۰۱۹ منتشر شد.
آموزش، اطمینان خاطر و درمان روانی-رفتاری اغلب برای اکثر موارد کافی است. به‌طور خاص، آموزش روانی با هدف قرار دادن بیمار و خانواده او و جامعه اطراف، یک استراتژی مدیریتی و کلیدی به‌شمار می‌آید. مراقبت انتظاری «رویکرد قابل قبولی» برای کسانی است که از نظر عملکردی دچار اختلال نیستند. مدیریت علائم ممکن است شامل درمان‌های رفتاری، روانشناختی و دارویی باشد. مداخله دارویی برای علائم شدیدتر صورت می‌گیرد، در حالی که روان درمانی یا درمان شناختی رفتاری (CBT) ممکن است افسردگی، انزوای اجتماعی و حمایت خانواده را بهبود بخشد. تصمیم به استفاده از درمان رفتاری یا دارویی معمولاً پس از انجام مداخلات آموزشی و حمایتی برای یک دوره چند ماهه گرفته می‌شود و پاسخ به سوال «آیا علائم تیک به‌طور مداوم شدید بوده و منبعی از آسیب برای عزت نفس، روابط با خانواده یا همسالان و عملکرد تحصیلی است یا خیر.» را مشخص می‌کند.

### آموزش روانی و حمایت اجتماعی
افزایش دانش، آموزش و درک برنامه‌های مدیریتی، آخرین و آموزش روانی اولین گام برای مدیریت اختلالات تیک است. والدین کودک معمولاً اولین کسانی هستند که متوجه تیک‌های آنها می‌شوند؛ آموزش مؤثر والدین در مورد تشخیص و ارائه حمایت اجتماعی می‌تواند اضطراب مبتلایان را کاهش دهد. این حمایت همچنین می‌تواند احتمال مصرف داروی غیرضروری توسط فرزندشان یا تشدید تیک‌های ناشی از وضعیت عاطفی والدین را کاهش دهد.
افراد مبتلا به TS اگر تیک‌هایشان «عجیب» تلقی شود، ممکن است از نظر اجتماعی آسیب ببینند. هنگامی که کودک دارای تیک‌های ناتوان کننده یا تیک‌هایی است که با عملکرد اجتماعی یا تحصیلی تداخل دارد، روان درمانیِ حمایتی یا تسهیلات مدرسه می‌تواند مفید باشد. حتی کودکانی که تیک‌های خفیف‌تری دارند ممکن است در نتیجه افزایش طعنه، قلدری و طرد شدن توسط همسالان یا انگ اجتماعی دچار عصبانیت، افسردگی یا اعتماد به نفس پایینی شود و می‌تواند انزوا و گوشه‌گیری کودکان را به همراه داشته باشد. برگزاری جلسه آموزش به همسالان و ارائه یک برنامه آگاهی از بی‌خطر و معمول بودن تیک‌ها ممکن است به افزایش اعتماد به نفس کودکان مبتلا کمک کند. آموزش معلمان و کارکنان مدرسه در مورد تیک‌های معمولی، نحوه نوسانات آنها در طول روز، تأثیر آنها بر کودک و نحوه تشخیص تیک‌ها از رفتارهای شیطنت آمیز نیز می‌تواند مفید باشد. همچنین می‌توان با آموزش و شناسایی تیک‌ها، بزرگسالان را از درخواست یا انتظار از کودک برای توقف تیک منع کرد، زیرا سرکوب تیک «خسته‌کننده، ناخوشایند و نیازمند توجه» بوده و ممکن است منجر به بازگشت مجدد تیک‌های یا افزایش شدت آنها شود.
بزرگسالان مبتلا به TS نیز در مواردی دچار گوشه‌گیری اجتماعی می‌شوند تا از انگ و تبعیض به دلیل تیک‌هایشان اجتناب کنند. بسته به سیستم مراقبت‌های بهداشتی کشورشان، این افراد می‌توانند خدمات اجتماعی یا کمک از گروه‌های حمایتی دریافت کنند.

### رفتاردرمانی
درمان‌های رفتاری همچون آموزش تغییر عادت (HRT) و مواجهه و پیشگیری از پاسخ (ERP)، مداخلات خط اول در مدیریت سندرم تورت به‌شمار می‌روند؛ بررسی‌ها بالینی نشان داده شده‌است که این روش درمانی تا حدودی مؤثر واقع می‌شود. از آنجایی که تیک‌ها تا حدودی قابل سرکوب هستند، هنگامی که افراد مبتلا از میل پیش‌آگاهانه‌ای که قبل از تیک ایجاد می‌شود آگاه باشند، می‌توانند پاسخی برای مقابله با اصرار تیک ایجاد کنند. مداخله رفتاری جامع تیک‌ها (CBIT) بر اساس HRT، بهترین درمان رفتاری-تحقیقاتی برای اختلالات تیک به‌شمار می‌آید. محققان TS در حال بررسی هستند که آیا افزایش آگاهی کودک از تیک‌ها با HRT/CBIT (در مقابل نادیده گرفتن تیک‌ها) می‌تواند منجر به تیک‌های بیشتری در آینده شود یا خیر.
هنگامی که رفتارهای مخرب ناشی شده از چندابتلایی وجود داشته باشد، آموزش کنترل خشم و آموزش مدیریت والدین می‌تواند مؤثر واقع شود. هنگامی که OCD وجود دارد، CBT یک درمان مفید به‌شمار می‌آید. تکنیک‌های تمدد اعصاب، مانند ورزش، یوگا و مدیتیشن می‌تواند در کاهش استرسی که باعث تشدید تیک‌ها می‌شود، مؤثر باشد. به غیر از HRT، اکثر مداخلات رفتاری برای سندرم تورت (به عنوان مثال، آموزش تمدد اعصاب و بیوفیدبک) به‌طور سیستماتیک مورد ارزیابی قرار نگرفته‌اند و از نظر علمی پشتیبانی نمی‌شوند.

### دارودرمانی

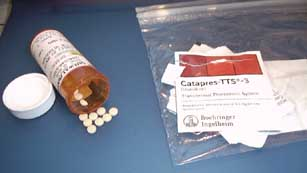
کلونیدین یکی از داروهایی است که معمولاً برای اولین بار در صورت نیاز به دارو برای نشانگان توره استفاده می‌شود. این دارو به صورت قرص یا چسب ترانس درمال (پوستی) در دسترس است.

کودکان مبتلا به تیک معمولاً زمانی که تیک‌هایشان شدیدتر است، به پزشک مراجعه می‌کنند، اما به دلیل کاهش تدریجی تیک‌ها در گذر زمان، تجویز دارو بلافاصله انجام نمی‌شود یا اغلب دوز تجویزی اندک است. تیک‌ها معمولاً با آموزش، اطمینان خاطر و یک محیطِ حمایتی فروکش می‌کنند. هنگام استفاده از دارو، هدف از بین بردن علائم نیست، در عوض، از کمترین دوزی که علائم را بدون عوارض جانبی مدیریت می‌کند، استفاده می‌شود؛ زیرا عوارض جانبی ممکن است نگران‌کننده‌تر از علائمی باشند که با دارو درمان می‌شوند.
گروه‌های دارویی با اثربخشی ثابت شده در درمان تیک‌ها، نورولپتیک‌های تیپیکال و آتیپیکال، می‌توانند اثرات نامطلوب بلندمدت و کوتاه‌مدتی داشته باشند. برخی از داروهای ضد فشار خون نیز برای درمان تیک استفاده می‌شود. مطالعات، اثربخشی متغیر این داروهای را نشان می‌دهند اما نمایه عوارض جانبی کمتری نسبت به داروهای اعصاب دارند. داروهای ضد فشار خون کلونیدین و گوانفاسین معمولاً ابتدا در کودکان آزمایش می‌شوند و می‌توانند به بهبود علائم ADHD کمک کنند، اما شواهد کمتری وجود دارد که نشان دهد آنها برای بزرگسالان نیز مؤثر هستند. داروهای اعصاب ریسپریدون و آریپیپرازول زمانی آزمایش می‌شوند که داروهای ضد فشار خون مؤثر نباشند و عموماً برای بزرگسالان مورد استفاده قرار می‌گیرند. به دلیل عوارض جانبی کمتر، آریپیپرازول بر سایر داروهای ضدروان پریشی ارجحیت دارد. موثرترین دارو برای تیک، هالوپریدول است؛ اما عوارض جانبی به مراتب بیشتری نسبت به دیگر داروها دارد. متیل فنیدیت در ترکیب با کلونیدین را می‌توان برای درمان ADHD که همزمان با تیک‌ها رخ می‌دهد، استفاده کرد. مهارکننده‌های انتخابی بازجذب سروتونین نیز برای مدیریت اضطراب و OCD استفاده می‌شوند.

### متفرقه
روش‌های طب مکمل و جایگزین، مانند اصلاح رژیم غذایی، نوروفیدبک، آزمایش و کنترل آلرژی در بین مردم جذابیت زیادی دارند، اما هیچ نقشی در مدیریت سندرم تورت ایفا نمی‌کنند. با وجود فقدان شواهد، تا دو سوم والدین، مراقبان و افراد مبتلا به TS از رویکردهای غذایی و درمان‌های جایگزین استفاده می‌کنند و معمولاً به پزشکان خود اطلاع نمی‌دهند.
اطمینان کمی وجود دارد که تیک‌ها با تتراهیدروکانابینول کاهش می‌یابد و آزمایشی اثر بخشی سایر داروهای مبتنی بر ماری‌جوآنا در درمان تورت را نشان نمی‌دهد. نتایج مناسبی برای حمایت از طب سوزنی یا تحریک مغناطیسی مغز وجود ندارد و هیچ یافتهٔ علمی از مؤثر بودن ایمونوگلوبولین وریدی، پلاسمافرزیس یا آنتی‌بیوتیک برای درمان پانداس پشتیبانی نمی‌کند.
تحریک عمقی مغز (DBS) به یک گزینه معتبر برای افرادی با علائم شدید که به درمان و مدیریت معمولی پاسخ نمی‌دهند، تبدیل شده؛ اگرچه این روش یک درمان تجربی است. انتخاب نامزدهایی که می‌توانند از فواید DBS بهره‌مند شوند چالش‌برانگیز بوده و محدوده سنی مناسب برای این درمان نامشخص است. این روش مدیریتی، به‌طور بالقوه در کمتر از ۳ درصد از افراد مفید بوده و همچنان مکان ایدئال مغز برای هدف قرار دادن، شناسایی نشده‌است.

### بارداری
یک چهارم از زنان گزارش می‌دهند که تیک آنها قبل از قاعدگی افزایش می‌یابد. با این حال، مطالعات، شواهد ثابتی از تغییر در فراوانی یا شدت تیک‌های مرتبط با بارداری یا سطوح هورمونی نشان نداده‌اند. به‌طور کلی، علائم در زنان بهتر از مردان به هالوپریدول پاسخ می‌دهند.
اکثر زنان می‌توانند در دوران بارداری بدون به وجود آمدن مشکل خاصی، از داروها استفاده نکنند و در صورت نیاز به مصرف، داروها با کمترین دوز ممکن استفاده می‌شوند. در دوران بارداری، به دلیل خطر عوارض بارداری، در صورت امکان از مصرف داروهای اعصاب اجتناب می‌شود. هنگام صلاحدید پزشک اولانزاپین، ریسپریدون و کوئتیاپین اغلب مورد استفاده قرار می‌گیرند، زیرا تحقیقات ناهنجاری‌های جنینی که در اثر مصرف این داروها پدید آمده باشد، نشان نمی‌دهد. یک بررسی علمی مشخص کرد، هالوپریدول اگرچه ممکن است از جفت نیز عبور کند. برای به حداقل رساندن عوارض جانبی در مادر، از جمله فشار خون پایین، و اثرات آنتی‌کولینرژیک، می‌تواند در دوران بارداری استفاده شود.
اگر تیک‌های شدید با تجویز بی‌حسی موضعی تداخل داشته باشند (هنگام خروج نوزاد)، گزینه دیگر بیهوشی در نظر گرفته می‌شود. داروهای اعصاب در دوزهای پایین ممکن است بر نوزاد شیرخوار تأثیر نگذارند، اما از مصرف دوز بالای داروها اجتناب می‌شود. کلونیدین و آمفتامین نیز در صورت مصرف می‌توانند وارد شیر مادر شده و مشکلاتی را برای کودک پدیدآورند.

## پیش‌آگهی

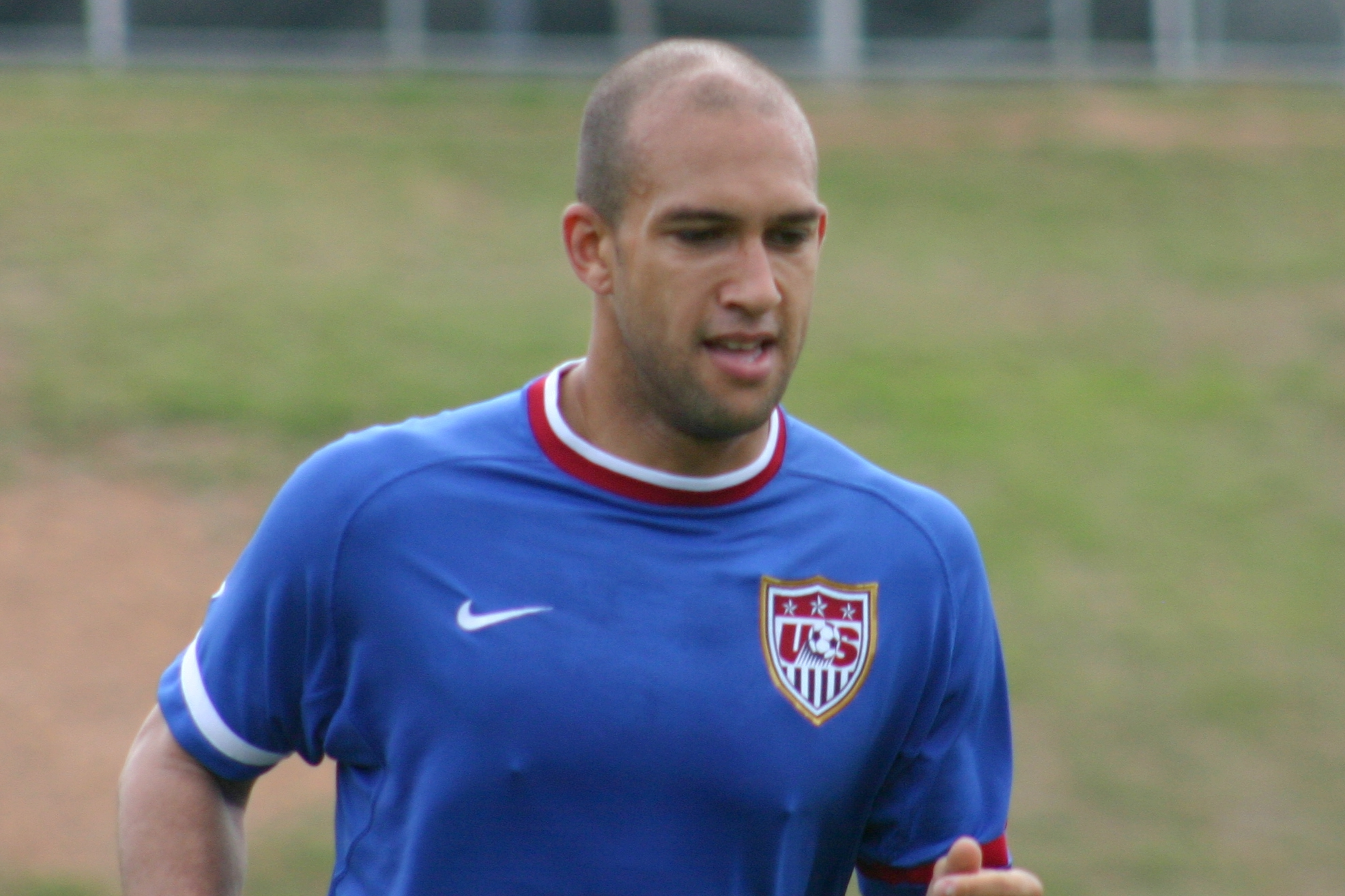
تیم هاوارد که در سال ۲۰۱۹ توسط یکی از نویسندگان لس آنجلس تایمز به عنوان بزرگ‌ترین دروازه‌بان تاریخ فوتبال ایالات متحده توصیف شد، موفقیتش در این ورزش را به سندرم تورت خود نسبت می‌دهد.

سندرم تورت یک اختلال طیفی بوده به این معنا که شدت آن از خفیف تا شدید متغیر است. علائم معمولاً با گذراندن دوران نوجوانی از بین می‌روند. در یک گروه ده نفری از کودکان در سن متوسط با بالاترین شدت تیک (حدود ده یا یازده)، تقریباً چهار کودک تا بزرگسالی بهبودی کامل خواهند یافت، چهار نفر دیگر در بزرگسالی تیک‌های حداقلی یا خفیف را تجربه می‌کنند (بدون بهبودی کامل) و دو مورد باقی مانده همچنان تیک متوسط یا شدید را تجربه می‌کنند (هر چند به ندرت علائم آنها در بزرگسالی شدیدتر از دوران کودکی شان خواهد بود).
صرف نظر از شدت علائم، افراد مبتلا به تورت امید به زندگی طبیعی دارند. علائم ممکن است برای برخی مادام العمر و مزمن باشد، اما این وضعیت، دژنراتیو یا تهدید کننده زندگی نیست. هوش در میان افراد مبتلا به TS خالص از یک منحنی طبیعی پیروی می‌کند، اگرچه ممکن است تفاوت‌های کوچک هوشی در افراد چندابتلا، وجود داشته باشد. شدت تیک‌ها در اوایل زندگی، شدت آن را در آینده، و بزرگسالی پیش‌بینی نمی‌کند. هیچ وسیله قابل اعتمادی برای پیش‌بینی سیر علائم برای یک فرد خاص وجود ندارد، اما پیش‌آگهی به‌طور کلی مطلوب است. در سن چهارده تا شانزده سالگی، زمانی که بالاترین شدت تیک به‌طور معمول از بین رفته، ممکن است پیش‌آگهی قابل اعتمادتری ایجاد شود.
تیک‌ها گاهی در هنگام تشخیص در بالاترین شدت خود هستند و اغلب با درک بهتر توسط خانواده و دوستان فرد بهبود می‌یابند. مطالعات گزارش می‌دهند که تقریباً هشت کودک از هر ده کودک مبتلا به تورت، کاهش شدت تیک‌های خود را تا بزرگسالی تجربه می‌کنند و برخی از بزرگسالانی که هنوز تیک دارند ممکن است از ابتلای خود آگاه نباشند. مطالعه‌ای که از دوربین برای ضبط تیک در بزرگسالان استفاده می‌کرد، نشان داد که از هر ده بزرگسال مبتلا، نه نفر هنوز تیک دارند، و نیمی از بزرگسالانی که خود را فاقد تیک می‌دانستند، شواهدی از تیک‌های خفیف نشان می‌دهند.

### کیفیت زندگی
افراد مبتلا به تورت تحت تأثیر پیامدهای تیک و تلاش برای سرکوب آنها قرار می‌گیرند. تیک‌های سر و چشم می‌توانند در خواندن اختلال ایجاد کنند یا منجر به سردرد شوند و تیک‌های شدید نیز می‌توانند منجر به آسیب‌های فشاری، درد یا جراحت شوند؛ به عنوان مثال، موردی از فتق دیسک بین‌مهره‌ای ناشی از تیک گردن گزارش شده‌است. برخی از افراد یادمی‌گیرند، تیک‌های نامناسب اجتماعی را استتار کنند یا انرژی تیک‌های خود را به یک تلاش عملکردی هدایت کنند.
خانواده و محیطِ حمایت کننده به‌طور کلی به افراد مبتلا به تورت مهارت‌هایی برای مدیریت این اختلالات می‌دهد. نتایجِ شدت سندرم توره در بزرگسالی بیشتر از آنکه به شدت واقعی تیک در کودکی بستگی داشته باشد، به میزان حمایت در دوران کودکی مرتبط است. فردی که در خانه یا مدرسه مورد سوء نیت، تنبیه یا مسخره شدن قرار گرفته‌است، احتمالاً بدتر از کودکی است که از محیطی تفاهم‌بخش لذت می‌برد. اثرات طولانی مدت قلدری و اذیت کردن می‌تواند بر عزت نفس، اعتماد به نفس و حتی انتخاب‌ها و فرصت‌های شغلی تأثیر بگذارد. همچنین وجود ADHD همراه می‌تواند به شدت بر رفاه کودک در همه زمینه‌ها تأثیرگذار باشد و تا بزرگسالی ادامه یابد.
با توجه به سیر نوسان طبیعی اختلالات تیک، توسعه راهبردهای مقابله‌ای و سن افراد، عوامل مؤثر بر کیفیت زندگی در طول زمان تغییر می‌کنند. از آنجایی که علائم ADHD با بلوغ بهبود می‌یابد، بزرگسالان در زندگی شغلی نسبت به کودکان در زندگی آموزشی، تأثیر منفی کمتری گزارش می‌دهند. تیک‌ها تأثیر بیشتری بر عملکرد روانی اجتماعی بزرگسالان، از جمله درآمد مالی، نسبت به کودکان دارد. بزرگسالان به احتمال زیاد کاهش کیفیت زندگی را به دلیل افسردگی یا اضطراب گزارش می‌کنند؛ افسردگی حاصله نسبت به تیک‌ها تأثیر بیشتری بر کیفیت زنگی بزرگسالان دارد، در حالی که این قاعده به صورت معکوس در کودکان دیده می‌شود. همان‌طور که راهبردهای مقابله‌ای با افزایش سن مؤثرتر می‌گردند، به نظر می‌رسد تأثیر علائم OCD نیز به مرور زمان کاهش می‌یابد.

## همه‌گیرشناسی
سندرم تورت یک بیماری شایع اما کمتر تشخیص داده شده‌است که در همه گروه‌های اجتماعی، نژادی و قومی دیده می‌شود. این بیماری در مردان سه تا چهار برابر بیشتر از زنان وجود دارد. همچنین میزان شیوع مشاهده شده در میان کودکان بیشتر از بزرگسالان است، زیرا تیک‌ها با بلوغ بهبود می‌یابند یا فروکش می‌کنند و ممکن است دیگر تشخیص برای بسیاری از بزرگسالان ضروری نباشد. تا ۱ درصد از کل جمعیت، اختلالات تیک، از جمله تیک‌های مزمن و تیک‌های گذرا (موقت یا نامشخص) را در دوران کودکی تجربه می‌کنند. تیک‌های مزمن ۵ درصد از کودکان و تیک‌های گذرا تا ۲۰ درصد را تحت تأثیر قرار می‌دهد.
بسیاری از افراد نمی‌دانند که مبتلابه تیک هستند، یا به دنبال تشخیص آن نیستند؛ بنابراین مطالعات اپیدمیولوژیک TS منعکس کننده یک سوگیری قوی و مشخص نسبت به افراد دارای چندابتلایی است. همه‌گیرشناسی TS «با توجه به موقعیت، سن و جنس نمونه، روش‌ها و سیستم تشخیصی» متفاوت بوده و معمولاً با دامنه ای بین ۰٫۱۵٪ و ۳٫۰٪ برای کودکان و نوجوانان گزارش شده‌است. سوخودولسکی در سال ۲۰۱۷ بهترین تخمین شیوع TS در کودکان را ۱٫۴٪ می‌داند؛ رابرتسون‌ و اِستِرن نیز شیوع سندرم توره در کودکان را ۱٪ محاسبه کردند. همچنین به‌طور معمول ابتلا به TS در جمعیت عمومی ۰٫۳٪ تا ۱٫۰٪ برآورد شده‌است. بر اساس داده‌های سرشماری ابتدای قرن، این تخمین‌ها، شیوع نیم میلیون کودک مبتلا به TS در ایالات متحده و بریتانیا را نشان می‌دهند و علائم در بسیاری از افراد مسن تقریباً غیرقابل تشخیص است.
زمانی تصور می‌شد که سندرم تورت نادر است؛ در سال ۱۹۷۲، مؤسسه ملی بهداشت ایالات متحده (NIH) معتقد بود که کمتر از ۱۰۰ مورد این اختلال در ایالات متحده وجود دارد، و یک بررسی در سال ۱۹۷۳ تنها ۴۸۵ مورد را در سراسر جهان گزارش کرد. با این حال، مطالعات متعدد منتشر شده از سال ۲۰۰۰ به‌طور مداوم نشان داد که شیوع، بسیار بالاتر از آمار ارائه شده در گذشته‌است. با توجه به اینکه تیک‌ها اغلب تشخیص داده نمی‌شوند و تشخیص آن سخت است، در مطالعات جدیدتر، از مشاهده مستقیم کلاس درس یا به صورت غیر مستقیم (توسط والدین، معلمان و ناظران آموزش دیده) استفاده می‌شود؛ بنابراین موارد ابتلای بیشتری را نسبت به مطالعات قدیمی ثبت می‌کنند. همان‌طور که آستانه تشخیصی و روش ارزیابی به سمت شناسایی موارد خفیف تر حرکت کرده، شیوع تخمینی نیز افزایش یافته‌است.
به دلیل شیوع بالای TS در مردان، داده‌های محدودی در مورد زنان وجود دارد که می‌توان از آنها نتیجه‌ای مبنی بر تفاوت‌های جنسیتی گرفت. احتیاط در تعمیم نتایج آزمایش‌های صورت گرفته از مردان، بر روی زنان به دلیل ویژگی‌های ابتلایی متفاوت ضروری است. یک بررسی در سال ۲۰۲۱ بیان کرد که زنان معمولاً اوج علائم را دیرتر از مردان، با بهبودی کمتر در طول زمان، همراه با شیوع بالاتر اختلالات اضطرابی و خلقی نشان می‌دهند.

## تاریخچه

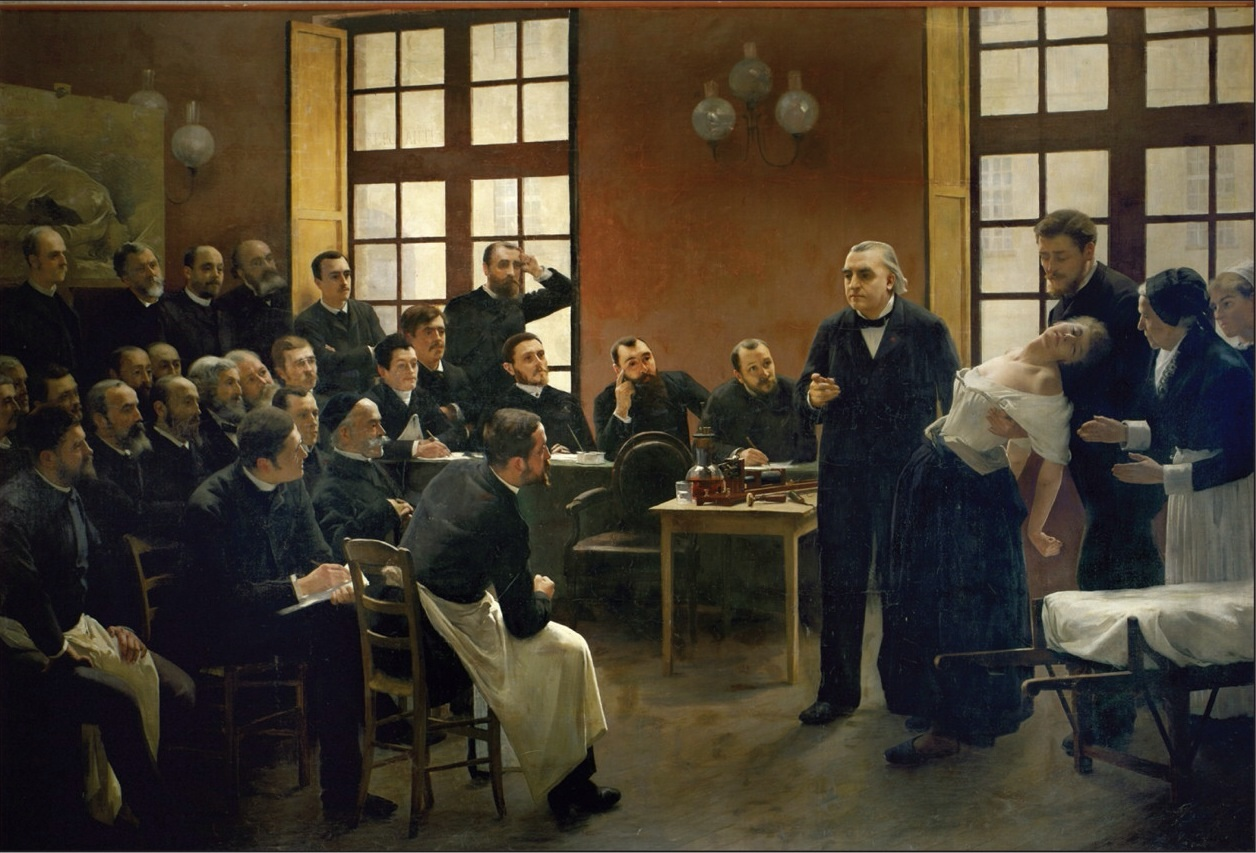
ژان مارتین شارکو عصب‌شناس و پروفسور فرانسوی بود که برای کارآموزش، ژرژ ژیل دِ لا تورت، سندرم تورت را نام‌گذاری کرد. «در یک درس بالینی» اثر آندره برویله که در آن یک سخنرانی پزشکی توسط شارکو (شخصیت ایستاده درمرکز) را به تصویر می‌کشد و دِ لا تورت را در بین کارآموزان نشان می‌دهد (مرد دارای پیش بند در ردیف اول).

یک پزشک فرانسوی به نام ژان مارک گاسپار ایتارد، اولین مورد سندرم تورت را در سال ۱۸۲۵ گزارش کرد، که مارکیز دو دامپییِر، یک زن مهم و اشراف‌زاده در زمان او بود. در سال ۱۸۸۴، ژان مارتین شارکو، پزشک بانفوذ فرانسوی، شاگرد و انترن خود، ژرژ ژیل دِ لا تورت، را مأمور کرد تا بیماران مبتلا به اختلالات حرکتی را در بیمارستان پیتی-سالپتری‌یر، با هدف تعریف وضعیتی متمایز از هیستری و رقصاک، مطالعه کند. در سال ۱۸۸۵، ژیل د لا تورت گزارشی را در بررسی عارضه عصبی نه نفر مبتلا به «اختلال تیک تشنجی» منتشر کرد و نتیجه گرفت که باید یک دسته بالینی جدید تعریف شود. این نام توسط شارکو از طرف ژیل دِ لا تورت، که بعداً به عنوان رزیدنتش منسوب گردید، برای این بیماری در نظر گرفته شد.
به دنبال طبقه‌بندی‌های صورت گرفته در قرن نوزدهم، انجمن روان‌پزشکی آمریکا، طبقه‌بندی بیماری‌های روان‌زا را  منتشر نمود، که مورد قبول پزشکان قرار گرفت و پیشرفت کمی در توضیح و درمان تیک‌ها تا قرن بیستم حاصل کرد. این احتمال که اختلالات حرکتی، از جمله سندرم تورت، ممکن است منشأ ارگانیک داشته باشد، زمانی مطرح شد که یک اپیدمی بی‌حالی آنسفالیت از سال ۱۹۱۸ تا ۱۹۲۶ با افزایش اختلالات تیک ایجاد گردید.
در طول دهه‌های ۱۹۶۰ و ۱۹۷۰، با مشخص شدن اثرات مفید هالوپریدول بر تیک‌ها، رویکرد روانکاوی به سندرم تورت مورد تردید قرار گرفت. نقطه عطف مدیریت بیماری در سال ۱۹۶۵ بود، زمانی که آرتور کی شاپیرو، که به عنوان «پدر تحقیقات مدرن اختلال تیک» توصیف می‌شد، از هالوپریدول برای درمان یک فرد مبتلا به تورت استفاده کرد و مقاله‌ای در انتقاد از رویکرد روانکاوی منتشر نمود. در سال ۱۹۷۵، نیویورک تایمز مقاله‌ای را با عنوان «طغیان‌های عجیب اختلالات شیمیایی مغزی، در قربانیان اختلال تورت» چاپ کرد و شاپیرو در دفاع از دارودرمانی عنوان نمود: «علائم عجیب این بیماری تنها با درمان‌های عجیبی که برای مدیریت آن استفاده می‌شود، قابل رقابت است».
در طول دهه ۱۹۹۰، دیدگاه خنثی‌تری از نشانگان توره پدیدار گشت، که در آن یک پاتوژنز (بیماری‌زایی) ناشی‌از تعامل عوامل اپی‌ژنتیکی و محیطی دیده می‌شد. چهارمین بازنگری طبقه‌بندی بیماری‌های روانی (DSM-IV) در سال ۱۹۹۴ یک ملاک تشخیصی برای تورت به نام «پریشانی قابل توجه یا اختلال قابل توجه در عملکرد اجتماعی، شغلی یا سایر حوزه‌های مهم عملکرد» اضافه کرد که منجر به اعتراض کارشناسان و محققان TS شد؛ زیرا بسیاری از مردم حتی نمی‌دانستند که TS دارند و از تیک‌هایشان آسیب نمی‌دیدند. به همین علت پزشکان و محققان به استفاده از معیارهای قدیمی در تحقیق و عمل متوسل شدند. در سال ۲۰۰۰، انجمن روان‌پزشکی آمریکا معیارهای تشخیصی خود را در ویرایش متنی چهارم (DSM-IV-TR) برای حذف برخی از الزامات، بازنگری کرد و اضافه نمود که پزشکان اغلب افراد مبتلا به تورت را بدون ناراحتی یا اختلال می‌بینند.

## جامعه و فرهنگ

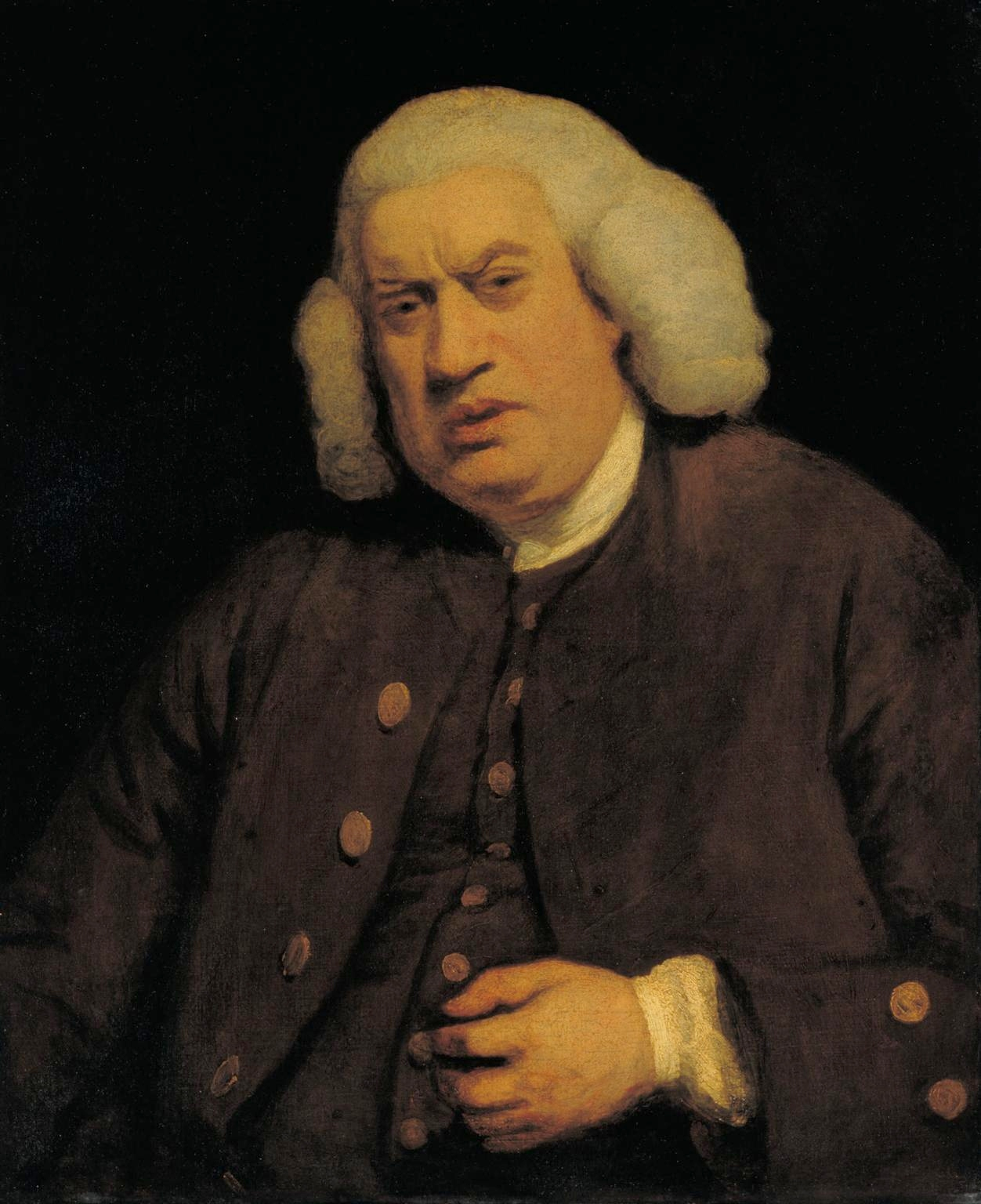
ساموئل جانسون ح. ۱۷۷۲. جانسون احتمالاً به سندرم تورت مبتلا بوده‌است.

همه افراد مبتلا به تورت خواهان درمان و از بین بردن آن نیستند، به خصوص اگر این بدان معنا باشد که ممکن است چیز دیگری را در این فرایند از دست بدهند. محققان لِکمن و کوهِن معتقدند، ممکن است همراه با آسیب‌پذیری ژنتیکی فرد در برابر ابتلا به سندرم تورت مزایای نهفته و برابری، مانند افزایش آگاهی و توجه به جزئیات و محیط اطراف، وجود داشته باشد.
موسیقی‌دانان، ورزشکاران و سخنرانان عمومی و حرفه‌ای از تمام طبقات اجتماعی در میان افراد مبتلا به نشانگان توره دیده می‌شوند. ورزشکار تیم هاوارد، که توسط شیکاگو تریبون به عنوان «نادرترینِ موجودات و یک قهرمان آمریکایی فوتبال» و توسط انجمن سندروم تورت به عنوان «یکی مشهورترین افرد مبتلا به سندرم تورت در جهان» توصیف شده‌است، می‌گوید که حالتِ تیک مانندش یک ادراک افزایش یافته و تمرکز حاد برای او ایجاد می‌نمود که به موفقیت او در میدان مسابقه کمک می‌کرد.
ساموئل جانسون نویسنده مشهور انگلیسی، همان‌طور که نوشته‌های دوستش جیمز بازول عنوان می‌کند، احتمالاً به سندرم تورت مبتلا بوده‌است. جانسون در سال ۱۷۴۷ فرهنگ لغت زبان انگلیسی را نوشت و شاعر و منتقدی فعال بود. شواهد اندکی برای این گمانه‌زنی که موتزارت نیز مبتلا به سندرم تورت بود، وجود دارد؛ زیرا جنبه بالقوه کوپرولالیک تیک‌های آوایی به نوشتار منتقل نمی‌گردد و علائم این بیماری‌ها ممکن است اشتباه تفسیر شود. همچنین شواهد وجود تیک حرکتی در زندگی او نیز معتبر نیست.
پیش از بررسی‌های ژیل دِ لا تورت، بسیاری از آثار داستانی و ادبی شخصیت‌هایی مبتلا به TS یا اختلالات تیک را، مانند «آقای پانکس»، در دوریت کوچک اثر چارلز دیکنز و «نیکلای لوین» در آنا کارنینا اثر لئو تولستوی به تصویر می‌کشیدند. صنعت سرگرمی به خاطر نشان دادن افراد مبتلا به سندرم تورت به عنوان افراد ناسازگار اجتماعی که تنها تیک آنها کوپرولالیا است، مورد انتقاد قرار گرفته، زیرا این موضوع باعث تشدید سوء تفاهم عمومی و انگ زدن به مبتلایان سندرم تورت می‌شود. علائم کوپرولالیکِ نشانگان توره نیز ابزار برنامه‌های گفتگوی رادیویی و تلویزیونی در ایالات متحده و رسانه‌های بریتانیایی است. پوشش رسانه‌ای پرمخاطب، معمولاً بر درمان‌هایی متمرکز است که ایمنی یا کارآمدی ثابتی ندارند، مانند تحریک عمیق مغز و درمان‌های جایگزین، و اخبار اثربخشی و عوارض جانبی این درمان‌های مطالعه‌نشده توسط بسیاری از والدین دنبال می‌شود.

## جهت تحقیق

### ژنتیک
تحقیقات مختلف از سال ۱۹۹۹ دانش پزشکان از جنبه‌های مختلف ژنتیک، تصویربرداری عصبی، فیزیولوژی عصبی و آسیب‌شناسی عصبی تورت را ارتقا داده، اما سؤالاتی در مورد بهترین طبقه‌بندی و ارتباط نزدیک با سایر اختلالات حرکتی یا روانی همچنان بی جواب گذاشته‌است. سه گروه بر اساس پیشرفت‌های ژنتیکی که با تلاش‌های گسترده در سایر اختلالات رشد عصبی مشاهده شده، در تحقیقات ژنتیک تورت همکاری می‌کنند:
- کنسرسیوم بین‌المللی انجمن سندرم تورت برای ژنتیک (TSAICG)
- مطالعات مشترک بین‌المللی ژنتیکی تورت (TIC Genetics)
- مطالعات مشترک اروپایی تیک در کودکان (EMTICS)

در مقایسه با پیشرفتی که در کشف ژن برخی از اختلالات رشد عصبی یا سلامت روان، مانند اوتیسم، اسکیزوفرنی و اختلال دوقطبی انجام شده‌است، مقیاس تحقیقات مربوط به TS در ایالات متحده به دلیل عدم وجود بودجه کافی عقب مانده‌است.

### رفتار درمانی
مطالعه‌ای به بررسی اثربخشی رفتار درمانیِ آنلاین پرداخت که به افراد بیشتری اجازه می‌دهد به این نوع درمان برای تیک دسترسی داشته باشند. آنها دریافتند که در مقایسه با دریافت آموزش ساده «پیشگیری از واکنش» (شکلی از رفتاردرمانی) جهت مدیریت تیک‌ها، شرکت در یک برنامه جمعی و آنلاین درمانی، دو برابر موثرتر در کاهش تیک عمل می‌کند.

## واژه‌نامه
1. ↑  coprolalia
2. ↑  echolalia
3. ↑  palilalia
4. ↑  copropraxia
5. ↑  echopraxia
6. ↑  palipraxia